# مسجد شیخ علیخان زنگنه
مسجد شیخ علیخان زنگنه مربوط به دوره صفوی است و در اصفهان، خیابان ملک، محله شیخ علیخان واقع شده و این اثر در تاریخ ۲۰ آبان ۱۳۷۷ با شمارهٔ ثبت ۲۱۵۵ به‌عنوان یکی از آثار ملی ایران به ثبت رسیده‌است.